# ژان هجدهم

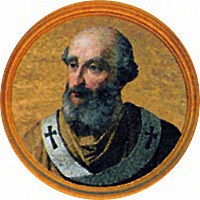

پاپ ژان هجدهم (به انگلیسی: John XVIII) یکی از پاپ‌های کلیسای کاتولیک رم بود که در رم به دنیا آمد و از ۱۰۰۳ تا ۱۰۰۹ میلادی پاپ بود.